# Рагби 15 репрезентација Венецуеле
Рагби јунион репрезентација Венецуеле је рагби јунион тим који представља Венецуелу у овом екипном спорту. Енглески радници су донели рагби у Венецуелу педесетих година двадесетог века, ипак рагби у Венецуели није популаран као одбојка, фудбал или бејзбол. Рагби савез Венецуеле основан је 1992. Први званични меч Венецуела је одиграла 1992. и изгубила 26-23, а противник је била Рагби јунион репрезентација Тринидада и Тобага. Најубедљивију победу рагбисти Венецуеле остварили су 2006. када су савладали Коста Рику са 70-0. А најтежи пораз доживели су 2004. када их је Рагби јунион репрезентација Аргентине понизила са 147-7. 

## Тренутни састав
Хосе Албанароз
Карлос Барбоса
Пабло Барбоса
Карлос Караза
Виктор Карза
Леонардо Фариа
Виктор Галегос
Хозе Гастело
Данијел Ламарило
Цезар Камеда
Алехандро Мартинез
Герардо Мухамед
Диего Ортиз
Карлос Патино
Серђио Пулидо
Хери Рамос
Педро Реанез
Луис Ромеро
Карлос Салас
Родриго Салас
Карлос Солес
Роберт Торес
Луис Замора
Луис Васкез - капитен